# Nancy Walker
Pour les articles homonymes, voir Walker.
Anna Swoyer, dite Nancy Walker, est une actrice et réalisatrice américaine, née le 10 mai 1922 à Philadelphie (Pennsylvanie) et morte le 25 mars 1992 à Studio City (Californie).

## Filmographie

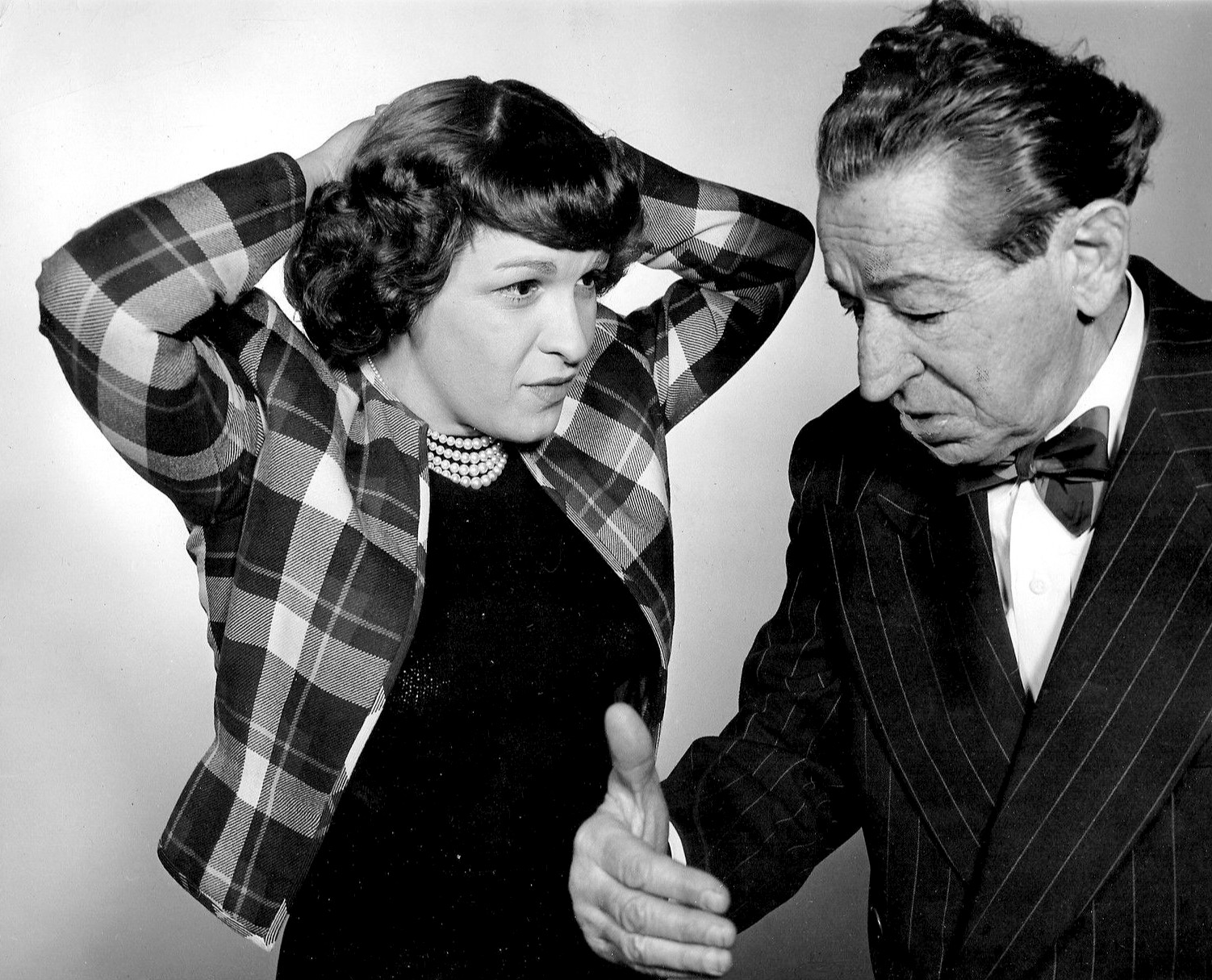
Nancy Walker et Willie Howard dans une photo publicitaire pour Along Fifth Avenue en 1948.

### Comme actrice

#### Au cinéma
- 1943 : La jeunesse s'amuse (Best Foot Forward) d'Edward Buzzell : Nancy - Blind Date
- 1943 : Fou de girls (Girl Crazy) de Norman Taurog et Busby Berkeley : Polly Williams
- 1944 : Broadway Rhythm de   Roy Del Ruth : Trixie Simpson
- 1954 : Lucky Me : Flo
- 1972 : Stand Up and Be Counted : Agnes
- 1973 : Nanou, fils de la Jungle (The World's Greatest Athlete) : Mrs. Petersen
- 1973 : 40 Carats de Milton Katselas : Mrs. Margolin
- 1976 : Won Ton Ton, le chien qui sauva Hollywood (Won Ton Ton, the Dog Who Saved Hollywood) de Michael Winner : Mrs. Fromberg
- 1976 : Un cadavre au dessert (Murder by Death), de Robert Moore : Yetta

#### À la télévision
- 1959 : The World of Sholom Aleichem
- 1966 - 1971 : Cher oncle Bill (Family Affair) (série) : Emily Turner
- 1971 : McMillan (série) : Mildred (1971-1976)
- 1972 : Decisions! Decisions!
- 1972 : Keep the Faith : Sophie
- 1972 : Every Man Needs One : La mère de David
- 1974 : Thursday's Game : Mrs. Bender
- 1974 : Rhoda (série) : Ida Morgenstern (1974-1975, 1977-1978)
- 1975 : Death Scream (en) : Mrs. Jacobs
- 1976 : The Nancy Walker Show (série) : Nancy Kitteridge
- 1977 : Blansky's Beauties (en) (série) : Nancy Blansky (1977)
- 1978 : Human Feelings : God - Mrs. G
- 1979 : La croisière s'amuse : Hetty Waterhouse (Saison 2 Épisode 16)
- 1985 : Jeeter Mason and the Magic Headset : Rock (voix)
- 1988 : Mama's Boy (série) : Mollie McCaskey
- 1990 : True Colors (série) : Sara
- 1990 : Columbo (série) : Saison 9 : Couronne mortuaire : Dans son propre rôle

### Comme réalisatrice
- 1976 : Alice (série TV)
- 1980 : Magic Night (TV)
- 1980 : Rien n'arrête la musique (Can't Stop the Music)